# Cornii de Sus, Bacău
Cornii de Sus este un sat în comuna Tătărăști din județul Bacău, Moldova, România.